# フォッカー アインデッカー
フォッカー アインデッカー
Fokker Eindecker
イギリス軍に捕獲されたフォッカー E.III（210/16）
- 用途：戦闘機
- 製造者：フォッカー
- 初飛行：1915年5月23日（フォッカー E.I試作機）[1]
- 生産数：416

フォッカー アインデッカー（Fokker Eindecker）は、オランダ人技術者アントニー・フォッカーが設計した第一次世界大戦時のドイツの単座単葉戦闘機である。「アインデッカー（Eindecker）」とは単葉機を意味するドイツ語である。フォッカー E.IからE.IVまでの機体を指す。
当機は、パイロットがプロペラを打ち抜くことなくその回転面を通して機関銃を発射することのできる同調装置を備え、対空戦闘を目的に量産された最初の戦闘機でもあった。その威力は「フォッカーの懲罰（Fokker Scourge）」として連合国から恐れられた。

## 歴史

### 開発

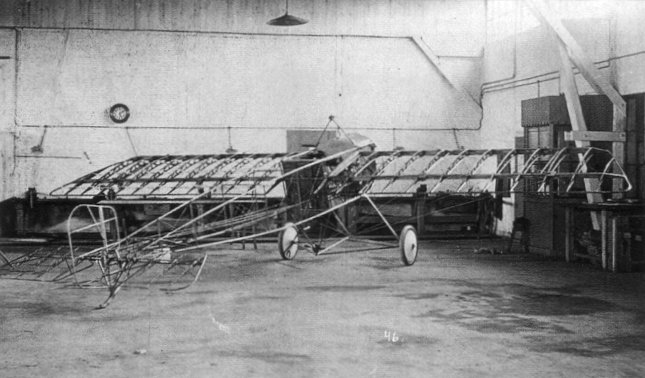
試作機M.5の骨組

アインデッカーは非武装の索敵機フォッカー A.IIIをベースとし（A.III自体はフランス製のモラーヌ・ソルニエ H肩翼単葉機とほぼ同じ機体だった）、それにパラベルムMG14機関銃1挺と、それを制御するプロペラ同調装置を付けたものだった。アントニー・フォッカーはこのシステムの私的なデモンストレーションを1915年5月23日に行ったが、その際彼は試作機を自分の牽引車でベルリン近くの軍の飛行場まで牽引して行った。
アインデッカーの最初の試作機であるフォッカー第216号機を生み出すに至る経緯には、オットー・パーシャウ少尉が深く係わっている。少尉は第一次世界大戦の開始間もなく、フォッカーAシリーズ単葉機の216号機（シリアルA.16/15）を与えられた。その時は非武装だったこの機体には緑色の塗装が施されていた。パーシャウはその胴体右側面上部のコックピットの直後に「Lt. Parschau（パーシャウ少尉）」と大書して、大戦の最初の1年のほとんどをこの機とともに過ごし、ドイツ帝国の東西両方の戦線で活動した。
1915年にフランス空軍のローラン・ギャロスがモラーヌ・ソルニエ Lを改修して中心線に固定銃を積むことで戦闘機の概念を生み出したが、1915年6月に量産が開始されたアインデッカーは機銃を装備した状態で生産された最初の戦闘機となった。フォッカー工場はパーシャウ機の武装として、プロペラ同調装置付きパラベルムMG14機関銃を取り付けた。パーシャウはそのパラベルム銃をもって同年6月、何度かの空中戦を試みたが、彼の緑の飛行機の機銃は戦闘時には毎度のように故障した。また、パーシャウ機にはコックピット後方に、おそらくE.IIの生産型以降に装備されたものと同様に主燃料タンクを置いていた。さらに、パーシャウのA.16/15機は、フォッカー工場に武装搭載試験のために戻された際、（おそらく初めて）翼の取付位置を下げ、後にアインデッカー生産型の標準となる中翼形式に改められている。もっとも、アインデッカーの生産試作型として5機製作されたM.5K/MGは、原型のM.5と同じ肩翼形式で完成された。
アインデッカーはどのタイプも重力式燃料タンクを使用していたが、それはパイロットの背後にある主燃料タンク（E.IIから備えられた）から手動ポンプで燃料を揚げ、常に満たしておかなければならないものだった。そしてその作業は1時間あたり最高8回も行わなければならなかった。方向舵と昇降舵はバランス式のもので、尾翼には固定された部分は無かった。この構成のせいでアインデッカーは縦操縦（ピッチング）と方向操縦（ヨーイング）に非常に敏感な機体となり、特に昇降舵の過敏さは、未熟なパイロットにとって水平飛行を難しいものとしていた。ドイツの撃墜王クルト・ヴィントゲンス少尉は『最初の単独飛行のときの航跡のでこぼこに比べれば、稲妻だって直線に思える』と述べている。一方で、横操縦（ローリング）反応は鈍かった。これはしばしば補助翼でなく翼をゆがめることによる操縦法のせいであるとされるが、当時の単葉機は、たとえ補助翼を付けたものであっても、その主翼の剛性不足によってローリングが鈍いか、あるいは予測できないことが多かったのである。
E.IとE.IIの主な相違はエンジンであった。E.Iはフランス製の60 kW（80馬力）グノーム・ラムダ7気筒ロータリーエンジンをまるごとコピーした60 kW（80馬力）オーバーウーゼル U.0ロータリーエンジンを装備していたのに対し、E.IIはグノーム・モノスーパープ9気筒75 kW（100馬力）のコピーである75 kW（100馬力）オーバーウーゼル U Iロータリーエンジンを装備していた。E.I、E.IIのいずれも、主翼面は原型であるM.5のものと同じ1.88メートル翼弦のものを使用した。したがってこの2タイプはどちらのエンジンが確保できたかによって作り分けられ、並行して生産が進められた。E.IIの多くは、修理のために工場に戻された際にE.IIIに改造されるか、またはE.III仕様にアップグレードされて完成した。
アインデッカーの決定版はフォッカー E.IIIであり、E.I、E.IIよりわずかに翼弦の狭い、1.80 mの主翼を使用していた。オスヴァルト・ベルケの第62野戦飛行隊（Feldflieger Abteilung）は1915年の末頃からE.IIIを使い始めた。E.IIIの一部は7.92 mmシュパンダウ MG 08機関銃2挺で武装していた。最後のタイプであるE.IVは119 kW（160馬力）のオーバーウーゼル U.III、14気筒複列ロータリーエンジン（グノーム・ダブルラムダエンジンのコピー）を装備していた。武装は、機関銃3挺装備を試みたものの失敗し、機関銃2挺が標準となった。

### フォッカーの懲罰

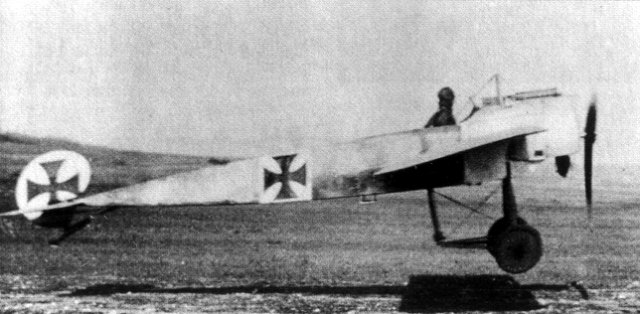
離陸するアインデッカー

アインデッカーの最初の戦果は1915年7月1日の未確認戦果である。その日、ヴィントゲンス少尉が指揮する5機のフォッカー M.5K/MG試作機のうちの1機（シリアルE.5/15）が、フランスのモラーヌ・ソルニエ L複座パラソル単葉機を撃墜した。この頃、初期のE.Iは、普通の航空部隊への「割り当て」として1隊につき1機が配備されていた。その目的は部隊ごとに6機配備されている複座複葉偵察機の護衛であった。
その未確認撃墜の3日後、ヴィントゲンスは同じE.5/15の機体でもう1機の「モラーヌ・パラソル」を撃墜した。そして最初の空中戦からまる2週間後の1915年7月15日、彼は公式な撃墜記録を持つ初のアインデッカーパイロットとなった。
アインデッカーのパイロットで最も有名なのはオスヴァルト・ベルケ（当初は試作型M.5K/MG（シリアルE.3/15）使用）とマックス・インメルマンの二人であり、両名とも第62野戦飛行隊の所属だった。そしてともに最初の撃墜を1915年8月にE.Iで記録している。試作機M.5K/MGの1号機（シリアルE.1/15）は、ごく初期からアインデッカーの導入に関わってきたオットー・パーシャウ少尉が、最初のA.16/15機の交替として使用した。
ベルケはアインデッカーでの最多撃墜記録を持つパイロットであり、1916年10月28日に戦死するまでの40機のスコアのうち19機をアインデッカーで挙げている。撃墜スコア第2位はインメルマンであり、1916年6月に自らのE.IIIとともに空に散るまでに挙げたスコア15機のすべてがアインデッカーによるものだった。インメルマンはアインデッカーでインメルマンターンという空戦機動を編み出した。
アインデッカーで5機以上の撃墜スコアを挙げたパイロットは全部で11人いる。ベルケ、インメルマン、ヴィントゲンスはいずれも、アインデッカーで飛行している時期に、当時必要条件とされた8機以上の撃墜を記録して、ドイツ軍人の最高勲章であるプール・ル・メリット勲章（通称ブルー･マックス）を授けられた。
1916年初頭には、ヴェルダンの戦いで当機を集中使用して一時は連合軍を圧倒した。各国もアインデッカーを手本として戦闘機の製造を始めた。
アインデッカーの圧倒的な性能とその戦果に連合軍は「フォッカーの懲罰（Fokker Scourge）」と恐れ、連合国の飛行士は自らの非力な飛行機を「フォッカーの餌食（Fokker Fodder）」と呼んだ。
同年、エアコー DH.2とRAF F.E.2の2種類の推進式戦闘機がニューポール 11とともに戦線に到着し、それによってようやくアインデッカーの優勢は終わりを告げた。

## 派生型
アインデッカーには全部で5種類のヴァリエーションがある。E.IからE.IVまでの総生産機数は416機である（うち1機の型は不明）。
- フォッカー M.5K/MG (A.III) - 試作機。5機。
- フォッカー E.I - 68機
- フォッカー E.II - 49機
- フォッカー E.III - 249機
- フォッカー E.IV - 49機

## 現存機
オリジナルのアインデッカーは1機のみ現存している。1916年4月8日、ヴァランシエンヌからワスケハルに向けてE.III（シリアル210/16）で飛び立ったドイツの未熟なパイロットが靄の中で方角を失い、サントメールのイギリス軍基地に着陸した。そして自らの誤りに気付いて機を破壊する前に降伏を余儀なくされた。E.IIIはサントメールでモラーヌ・ソルニエ Nやその他の連合軍機と比較試験をされた後、評価のためにウィルトシャーのアプエイヴォンに運ばれ、最終的に博物館の展示物となった。そして今もロンドンのサイエンス・ミュージアムに置かれている。インメルマンの乗機であったE.I（シリアルE.13/15）も大戦を生き残り、ドレスデンで展示されていたが、第二次世界大戦の際に連合軍の爆撃で破壊された。

## 諸元
フォッカー E.III
諸元
- 乗員: 1
- 全長: 7.2 m
- 全高: 2.4 m
- 翼幅: 9.52 m
- 空虚重量: 400 kg
- 運用時重量: 610 kg
- 動力: オーバーウーゼル U.I ロータリーエンジン、74 kW （99 hp）   × 1

性能
- 最大速度: 140 km/h （76 kt）

武装
- 7.92 mm パラベルム MG14 機関銃 ×1

## 参考情報

### 参考書籍
- Boyne, Walter J. The Smithsonian Book of Flight for Young People. Washington, DC: Smithsonian Institution, 1988. ISBN 0-689-31422-1.
- Dierikx, Marc. Fokker: A Transatlantic Biography. Washington, DC: Smithsonian Institution Press, 1997. ISBN 1-56098-735-9.
- Grosz, Peter M. Fokker E I/II (Windsock Datafile No. 91). Berkhamsted, Herts, UK: Albatros Publications, 2002. ISBN 1-90220-746-7.
- Grosz, Peter M. Fokker E III (Windsock Datafile No. 15). Berkhamsted, Herts, UK: Albatros Publications, 1989. ISBN 0-94841-419-7.
- Jarrett, Phillip. "Database: The Fokker Eindeckers". Aeroplane Monthly, December 2004.
- vanWyngarden, Greg. Early German Aces of World War I (Osprey Aircraft of the Aces 73), Botley, Oxfordshire, UK: Osprey Publishing Ltd, 2006. ISBN 1-84176-997-5.